# Vinjett (film)
En vinjett är ett intro till ett TV-program, ett slags programpresentation som ofta ges ett speciellt grafiskt utseende för att det ska vara lätt att känna igen eller väcka associationer hos publiken. Ofta kallas musiken som spelas under vinjetten också för just vinjett snarare än signaturmelodi.